# Опанасівка (Курська область)
Опанасівка (рос. Апанасовка) — село в Кореневському районі Курської області Російської Федерації.
Населення становить 199 осіб. Входить до складу муніципального утворення Комаровська сільрада.

## Історія
Населений пункт розташований на території українського етнічного та культурного краю Східна Слобожанщина.
Від 2004 року входить до складу муніципального утворення Комаровська сільрада.

### Російсько-українська війна
18 серпня 2024 воїни 501 окремого батальйону морської піхоти ЗСУ опублікували відео як вони знімають прапор ворога над Опанасівкою .

## Населення
| 2002 | 2010 |
| ---- | ---- |
| 261  | ↘199 |